# Vitkivți, Camenița
Vitkivți (în ucraineană Вітківці) este un sat în comuna Zavallea din raionul Camenița, regiunea Hmelnîțkîi, Ucraina.

## Demografie
Componența lingvistică a localității Vitkivți
     Ucraineană (97,54%)
     Rusă (1,97%)
     Alte limbi (0,49%)
Conform recensământului din 2001, majoritatea populației localității Vitkivți era vorbitoare de ucraineană (97,54%), existând în minoritate și vorbitori de rusă (1,97%).